# Tremacanthus
- Commons
- Wikispecies

Tremacanthus S.Moore, 1904, segundo o Sistema APG II, é um gênero botânico da família Acanthaceae

## Espécie
Tremacanthus roberti